# Fernando Bengoechea
Fernando Oscar Bengoechea (Buenos Aires, 19 de agosto 1965 — Arugam Bay, Sri Lanca, 26 de dezembro de 2004) foi um fotógrafo argentino.

## Trajetória de vida
Argentino de ascendência basca, Bengoechea mudou-se com sua família para a cidade do Rio de Janeiro, Brasil, quando ele tinha treze anos de idade. A diversidade humana da capital fluminense muito o influenciou durante seus anos formativos no Rio de Janeiro, segundo dizia. Mais tarde ele estudou se transferiu para São Paulo com a finalidade de estudar fotografia e cinematografia. Em 1988, mudo-se para Nova Iorque para continuar seus estudos. Uma vez transferido, Bengoechea estudou cinematografia e fotografia, onde viria a estabelecer  uma próspera carreira como fotógrafo especialista em espaços interiores.

## Vida pessoal
Humanista que prezava grandemente a diversidade humana, poliglota que dominava cinco idiomas, artístico e sensível, Bengoechea se autoidentificava gay. Ele foi amante e companheiro de Nate Berkus,  estado-unidense francófono e um talentoso decorador, reconhecido nacionalmente por seu trabalho e por participar com frequência como profissional em shows de TV da grande personalidade mediática Oprah Winfrey.

### Morte
No dia 26 de dezembro de 2004, quando ocorreu o histórico maremoto no Oceano Índico, ambos os rapazes estavam dormindo em seu quarto no Sturdust Beach Hotel, localizado junto à praia de Arugam Bay, no Sri Lanca (o antigo Ceilão), onde passavam férias de fim de ano. Bengoechea e Berkus conseguiram agarrar-se a um poste de telefone após serem arrancados de seu aposento pelo primeiro impacto do inesperado tsunami. Porém, quando a segunda onda atingiu a ilha, Bengoechea não conseguiu resistir às forças do mar e foi levado pelas águas ao desaparecimento. Presume-se que ele tenha perecido, porém o seu corpo jamais foi encontrado.

## Trabalho e obras
O trabalho de Bengoechea era requisitado por publicações como Vanity Fair, Harper's Bazaar, ELLE, e Oprah Magazine, Town & Country, House & Garden, House Beautiful, Flair, In Style, Vogue, French Vogue, German Vogue, Los Angeles Times, New York Times, e New York Magazine.